# Comuna Sopot, Plovdiv
Sopot (în bulgară Сопот) este o comună în regiunea Plovdiv, Bulgaria, formată din orașul Sopot și satul Anevo. 

## Demografie
Componența etnică a comunei Sopot
     Romi (1,9%)
     Turci (1,93%)
     Bulgari (85,24%)
     Nicio identificare (9,81%)
     Altele (1,09%)
La recensământul din 2011, populația comunei Sopot era de 9.827 locuitori. Din punct de vedere etnic, majoritatea locuitorilor (85,24%) erau bulgari, existând și minorități de turci (1,93%) și romi (1,9%). Pentru 9,81% din locuitori nu este cunoscută apartenența etnică.